# Ecossabotagem
A ecossabotagem é um termo usado para descrever ações diretas de grupos ambientalistas como Earth First! e similares no Ocidente. O termo apenas se aplica para ações de sabotagem cometidas dentro do contexto de ambientalismo. Comumente, por conta da falta de definições claras entre os três, e por conta da natureza subjetiva dessas definições ineficazes, ecotage (um portmanteau do prefixo "eco" e "sabotagem") pode ser visto como indistinguível de atos de desobediência civil e ecoterrorismo.

## Grupos Suspeitos de Ecossabotagem
- Animal Liberation Front
- Earth Liberation Front
- Earth First!
- Greenpeace

## Casos
- 1998 – Incêndios em prédios em Vail Mountain nos United States atribuídos ao Earth Liberation Front (ELF).[2]
- 1999 – 25 de Dezembro, em Monmouth (Oregon), fogo destrói o principal escritório da companhia madeireira Boise Cascade causando prejuízo de mais de 1 milhão de dólares à companhia. ELF assumiu a autoria.[3]
- 1999 – OGMs são arrancados do solo do centro de pesquisas Crop and Food na Nova Zelândia.[4]
- 2001 – Membros da ELF são processados por detonarem uma bomba que causou mais de US$7 milhões em danos ao centro de Horticultura Urbana da Universidade de Washington.[5][6]
- 2003 – Em Agosto, um condomínio de 206 unidades estava sendo construído em San Diego, Califórnia quando um incêndio o destruiu por completo causando um prejuízo de mais de US$20 milhões. Uma faixa colocada no local dizia "O que você construir, nós vamos queimar," assinado, "Os E.L.F.s estão loucos."
- 2003 – Em 22 de Agosto, incendiários associados com a Earth Liberation Front atacaram muitas revendedoras de carros nos subúrbios a leste de Los Angeles, queimando um depósito e vandalizando muitos carros. Como dito, mais de 100 carros foram destruídos causando mais de um milhão de dólares em danos, a maioria deles SUVs ou Hummers que foram alvo devido a sua baixa eficiência para com combustível.[7]
- 2008 –  Em 12 de Agosto de 2008, Greenpeace jogou 150 enormes blocos de granito com mais de três toneladas cada no fundo no do North Sea criando um recife artificial para impedir grandes navios pesqueiros de atravessarem a área com facilidade.[8]
- 2008 – Em Setembro de 2008, numa decisão inédita, a Corte Britânica liberou seis ativistas do Greenpeace por considerá-los inocentes da acusação de "danos criminosos" causados a uma fábrica que usa carvão como combustível. Os acusados haviam escalado as chaminés de fumaça para pichar o nome de "Gordon", em alusão ao Primeiro-Ministro inglês. No caso, a corte permitiu a participação de membros da comunidade científica e da NASA que explicaram ao júri sobre os danos causados por emissões de gases provenientes da queima de carvão, incluindo a extinção de mais de 400 espécies nos próximos anos. O juiz considerou as ações dos ativistas justificáveis, uma vez que a indústria "deverá ser responsabilizada pelo aquecimento global no futuro."[9]
- 2010 – Em 01/07 A Frente de Libertação da Terra (FLT) reivindicou o incêndio ocorrido na concessionária de veículos de luxo Land Rover da Marginal do Pinheiros, informou o jornal O Estado de S.Paulo. Foram destruídos oito carros e o prejuízo foi de mais de $1,5 milhão de reais, informou a empresa.[10]